# Agnès Ngoh Nzuh
Agnès Ngoh Nzuh est une femme de lettres camerounaise.

## Biographie
Elle est l'auteure de plusieurs ouvrages liés aux traditions africaines. Ses ouvrages sont inscrits au programme d'enseignement des lycées et collèges du Cameroun,.
Elle est considérée comme une autrice contemporaine majeure au Cameroun.

## Ouvrages
- Les Poussins têtus : contes de la savane et de la forêt, Yaoundé, Editions CLE, 1997, 134 p. (OCLC 1056166114, lire en ligne)[5].
- (en) Tales from the grassland and the forest, Yaoundé, Editions CLE, 1997, 131 p. (OCLC 175131445, lire en ligne)[6].